# سیمون دستیو
سیمون دستیو (فرانسوی: Simon Desthieux‎؛ زادهٔ ۳ دسامبر ۱۹۹۱) ورزشکار دوگانه اهل فرانسه است.
وی همچنین برندهٔ جوایزی همچون لژیون دونور (شوالیه) شده‌است.